# Ron Harris
Ronald Edward Harris (ur. 13 listopada 1944 w Londynie) – angielski piłkarz.
Początkowo zawodnik Chelsea, z której juniorami zdobył w 1961 roku FA Youth Cup. W pierwszym zespole zadebiutował w lutym 1962. W 1965 roku wraz z londyńskim zespołem sięgnął po Puchar Ligi Angielskiej; następnie został kapitanem swojej drużyny. Pięć lat później wywalczył puchar kraju – zagrał w obu finałowych meczach z Leeds United. W sezonie 1970/1971 zdobył Puchar Zdobywców Pucharów – w obu finałowych spotkaniach z Realem Madryt wystąpił przez pełne 90 minut. Piłkarzem Chelsea był przez 19 lat; rozegrał w tym czasie w jej barwach 795 meczów – jest rekordzistą pod względem występów w londyńskim klubie. W latach 1980–1983 był graczem Brentford, później zaś występował w Aldershot – pełnił w nim również funkcję trenera.